# Euronics Deutschland
Die EURONICS Deutschland eG ist eine in Ditzingen ansässige Einkaufsgenossenschaft für Elektrogeräte mit bundesweit mehr als 1.100 Mitgliedern. Die Euronics Deutschland eG verkauft Unterhaltungselektronik sowie eine große Anzahl von verschiedenen Produkten wie Computer, Mobiltelefone und Haushaltsgeräte wie Geschirrspüler, Trockner und Gefrierschränke.

## Geschichte
Hervorgegangen ist die Genossenschaft aus einem Joint Venture, das 2001 aus den beiden Fachhandelskooperationen Interfunk eG (Ditzingen, gegr. 1969) und Ruefach GmbH & Co. KG (Ulm, gegr. 1974) gebildet worden war. In einer dreijährigen Übergangsphase wurde das operative Geschäft der beiden Unternehmen von der gemeinsamen Tochterfirma R.I.C. Electronic Communication Services GmbH geleistet. 2004 votierten die Mitglieder dafür, die drei Unternehmen Interfunk, Ruefach und R.I.C. zur neuen Genossenschaft Euronics Deutschland eG zu verschmelzen.

## Unternehmensprofil
Die Euronics Deutschland eG ist eine genossenschaftlich organisierte Einkaufsgemeinschaft, die an über 1.200 Standorten bundesweit vertreten ist. Sortimentsschwerpunkte der mittelständischen Fachgeschäfte und -märkte sind die Bereiche Unterhaltungselektronik, PC/Multimedia, Mobil- und Telekommunikation sowie Haustechnik. Mit einem Zentralumsatz von 1,38 Milliarden Euro im Geschäftsjahr 2023/24 ist Euronics der einer der größten Marktteilnehmer der Branche in Deutschland.
Die Mitglieder präsentieren sich unter den Markennamen „EURONICS“ bzw. „EURONICS XXL“. Zu Euronics gehören auch die „media@home“-Händler. Der Schwerpunkt liegt bei diesen Fachgeschäften auf Unterhaltungselektronik aus den Bereichen TV, Audio und Video sowie integrierten Vernetzungslösungen.
Die Euronics Deutschland eG ist Mitglied des europäischen Einkaufs- und Marketingverbundes Euronics International Ltd., Amsterdam (Niederlande).

## Tochtergesellschaften
Die Euronics Deutschland eG hält an folgenden Unternehmen eine Mehrheitsbeteiligung:
- EURONICS.io GmbH
- Euronics Beteiligungsgesellschaft GmbH
- Euronics Europe GmbH
- Euronics Handels GmbH
- Euronics Unternehmensbeteiligungen GmbH
- Euronics Versicherungsmakler GmbH
- Fernseh Berlet GmbH & Co. KG

Zudem besitzt Euronics 50 % der Anteile an der Gesellschaft für Warenwirtschaftssysteme mbH (HIW), ein Softwareentwickler mit Standorten in Cham (Bayern) und Ditzingen (Baden-Württemberg).

## Sponsoring
Mercedes-Benz und Euronics waren bis 2017 in Partnerschaft, die Euronics Deutschland eG war der Hauptsponsor des in Blau mit dem gelben Stern erscheinenden Euronics Mercedes-AMG C63 DTM von Gary Paffett.
Euronics Deutschland eG wurde zudem im Mai 2023 Partner der European League of Football und baute den laufenden Vertrag bis 2025 als Premium-Partner der Liga aus.
Als Teil der Euronics Gruppe ist die Euronics Deutschland eG seit 2021 offizieller Partner von UEFA Women’s Football.

## Konkurrenten
Die US-amerikanische Best-Buy-Gruppe ist der weltweite Marktführer bei Umsatz im Bereich Unterhaltungselektronik. Die deutsche Elektronik-Fachmarktkette MediaMarktSaturn ist der größte Mitbewerber in Europa.